# Carrie (2002)
Carrie is een televisiefilm uit 2002 onder regie van David Carson. De film is een nieuwe versie van de gelijknamige film uit 1976, gebaseerd op een roman van Stephen King.

## Verhaal
Carrie White is een verlegen meisje dat altijd wordt gepest door haar klasgenoten. Wanneer ze op een dag onder de douche na de gymles in paniek raakt omdat haar hand onder het bloed zit (niet wetend dat het bloeden afkomstig is van haar eerste menstruatie) beginnen de andere meiden, onder leiding van Chris Hargensen, haar te treiteren. Wanneer de gymlerares Miss Dejardin komt kijken wat er aan de hand is, is ze geschokt wanneer ze erachter komt dat Carrie geen idee heeft wat er met haar gebeurt. Miss Dejardin helpt Carrie, en stuurt alle andere meiden weg. Later confronteert Dejardin de meiden met wat ze gedaan hebben, en krijgt ze ruzie met Chris. Dit leidt ertoe dat Chris voor drie dagen wordt geschorst, en dat ze niet naar het eindbal mag.
Ondertussen ontdekt Carrie dat ze telekinetische gaven heeft. Haar extreem religieuze moeder Maragaret White gelooft dat de menstruatie van Carrie is veroorzaakt door zondevolle gedachten, dus sluit zij haar op in een kast met de bedoeling dat zij om vergeving moet bidden. Een van de meiden die Carrie in de douche heeft gepest, Sue Snell, voelt zich schuldig voor wat ze heeft gedaan, dus vraagt ze haar vriend Tommy Ross om Carrie mee uit te vragen naar het eindbal. Tommy weigert, maar Sue weet hem te overtuigen. De volgende dag vindt Tommy Carrie in de bibliotheek, en vraagt haar mee uit. Carrie weigert, en denkt dat het weer een of andere grap is, maar Tommy weet haar te overtuigen. Later vertelt Carrie aan haar moeder over het eindbal. Margaret wordt hier woedend over en wil de kamer verlaten om niet over het onderwerp verder te praten. Maar dan gebruikt Carrie haar telekinetische krachten en slaat de deur dicht. Margaret denkt hierdoor dat haar dochter is bezeten door de duivel.
Ondertussen is Chris woedend dat ze niet naar het eindbal mag, en komt ze erachter dat Carrie wel mag gaan. Hierop besluit ze om wraak te nemen. Ze gaat samen met haar vriend Billy Nolan en nog een paar mensen laat in de avond naar een boerderij om varkens te slachten en het bloed te verzamelen. Wanneer het uiteindelijk de avond van het bal is, is Carrie zich aan het opmaken wanneer haar moeder hysterisch begint te protesteren. Carrie gebruikt haar telekinetische krachten, en duwt haar moeder de kamer uit, waarna Margaret het huis verlaat. Tommy arriveert, en Carrie vertrekt met hem naar het bal. Op het bal gaat alles goed, voor het eerst wordt Carrie niet uitgelachen. Ze maakt eerst een praatje met Miss Dejardin, en dan danst ze met Tommy.
Daarna komt de nominatie voor de koning en koningin van het bal, op aandringen van Tommy geeft Carrie zich op. Doordat er gesjoemeld wordt met de stemmen door Chris, worden Carrie en Tommy gekozen tot koning en koningin. Als ze samen op het podium staan wordt Carrie helemaal emotioneel dat iedereen voor haar klapt en dat niemand gemeen is. Maar ondertussen staat er recht boven Carrie op een balk een emmer vol met varkensbloed, die Chris en Billy hebben neergezet. Net wanneer Carrie heel blij is trekt Chris aan een koord bevestigd aan de emmer, en giet al het varkensbloed over Carrie heen. De menigte is geschokt, en Tommy wordt woedend. Ondertussen gaan Chris en Billy ervandoor en laten het koord los, waardoor de emmer op Tommy's hoofd valt, en hij bewusteloos raakt. Een paar mensen moeten lachen, maar Carrie denkt meteen dat iedereen moet lachen, en ze sluit alle deuren met haar telekinetische krachten. Daarna sproeit ze iedereen nat, en elektrocuteert ze iedereen, hierdoor ontstaat er brand, en het hele schoolgebouw gaat in vlammen op. Carrie (nog steeds doorweekt van het bloed) loopt de school uit.
Onderweg proberen Billy en Chris haar aan te rijden, maar Carrie gebruikt haar krachten en de auto vliegt over de kop en crasht.
Eenmaal thuisgekomen laat Carrie het bad vollopen, en gaat ze er met kleren en al in zitten. Dan verschijnt Margaret. Ze probeert Carrie te verdrinken, omdat ze nog steeds gelooft dat ze bezeten is door de duivel. Maar dan gebruikt Carrie haar krachten en laat ze het hart van haar moeder stil staan waardoor ze sterft. Carrie ligt daarna buiten bewustzijn onder water, wanneer Sue arriveert haalt ze haar uit het water, en reanimeert ze haar. Later vertelt Sue de politie dat Carrie dood in het bad lag en haar heeft laten liggen. Ondertussen houdt Carrie zich schuil in het schoolgebouw. Wanneer het politieonderzoek is gestopt, bezoekt Carrie samen met Sue het graf van haar moeder. Hierna brengt Sue haar naar Florida. Op de snelweg heeft Carrie nog wel visioenen van haar moeder en Chris.
De film eindigt met de auto die in de regen wegrijdt.

## Rolverdeling
| Acteur            | Personage       |
| ----------------- | --------------- |
| Angela Bettis     | Carrie White    |
| Patricia Clarkson | Margaret White  |
| Kandyse McClure   | Sue Snell       |
| Tobias Mehler     | Tommy Ross      |
| Rena Sofer        | Miss Desjarden  |
| Emilie de Ravin   | Chris Hargensen |
| Jesse Cadotte     | Billy Nolan     |
| Meghan Black      | Norma Watson    |

## Productie
De film was oorspronkelijk bedoeld als pilot van een serie over Carrie die in Florida andere mensen met telekinetische problemen zou gaan helpen. In februari 2003 gaf Angela Bettis aan dat ze haar niet genoeg geld hadden aangeboden voor een wekelijkse serie. De serie kwam uiteindelijk nooit tot stand.